# Alberta Scotties Tournament of Hearts
Alberta Scotties Tournament of Hearts – prowincjonalne mistrzostwa kobiet Alberty w curlingu, zwycięzca występuje jako reprezentacja prowincji na Tournament of Hearts. Zawody rozgrywane są od 1957, Alberta brała udział we wszystkich mistrzostwach Kanady – od 1961.

## System gry i kwalifikacje
Obecnie w turnieju rywalizuje ze sobą 12 drużyn, grają zmodyfikowanym systemem triple knock-out.
Do zawodów kwalifikują się:
- Obrońca tytułu mistrzowskiego z poprzedniego roku
- Drużyna z największą liczbą punktów w Canadian Team Ranking System w poprzednim sezonie
- Drużyna z największą liczbą punktów w Canadian Team Ranking System w grudniu danego sezonu
- Drużyny z największą liczbą punktów w Alberta Tour
- Pozostałe 8 drużyn wyłanianych jest poprzez rywalizację strefową i regionalną; dwa zespoły z regionu Peace, po trzy z North and South.

Drużyny z czterech pierwszych podpunktów powyższej listy rozpoczynają rywalizację od drugiej kolejki rundy A.

## Mistrzynie Alberty
| Rok  | Czwarta           | Trzecia             | Druga              | Otwierająca        | Miasto, klub                                | Pozycja na ToH |
| ---- | ----------------- | ------------------- | ------------------ | ------------------ | ------------------------------------------- | -------------- |
| 1957 | Mabel McCloy      | Doris Tymko         | Tris Moon          | Grace Latte        | Edmonton, Edmonton Curling Club             | x              |
| 1958 | Ethel Lees        | Mabel Johnson       | Margaret Humber    | Kay McPhall        | Red Deer, Red Deer Curling Club             | x              |
| 1959 | Dorothy Thompson  | Elinor Myers        | Ila Watson         | Vivian Kortgaard   | Edmonton, Edmonton Curling Club             | x              |
| 1960 | Dorothy Thompson  | Elinor Myers        | Ila Watson         | Vivian Kortgaard   | Edmonton, Edmonton Curling Club             | x              |
| 1961 | Dorothy Thompson  | Ila Watson          | Vivian Kortgaard   | Ruth Hayes         | Edmonton, Edmonton Curling Club             |                |
| 1962 | Vera Reed         | Bernie McKenzie     | Phllis Crist       | Irene Halvorson    | Calgary, Calgary Winter Club                | 4.             |
| 1963 | Vera Reed         | Bernie McKenzie     | Phllis Crist       | Irene Halvorson    | Calgary, Calgary Winter Club                | 4.             |
| 1964 | Mickey Down       | Sheila McKenzie     | Bernice Ashlee     | Joanne Bennett     | Dawson Creek, Dawson Creek Curling Club     |                |
| 1965 | Dorothy Thompson  | Vivian Kortgaard    | Ruth Hayes         | Ila Watson         | Edmonton, Edmonton Curling Club             |                |
| 1966 | Gale Lee          | Hazel Jamison       | Sharon Harrington  | June Coyle         | Edmonton, Crestwood Curling Club            |                |
| 1967 | Kay Berreth       | Marge Rodger        | Violet Salt        | Evelyn Robertson   | Calgary, Stampede Curling Club              | 6.             |
| 1968 | Hazel Jamison     | Gale Lee            | Jackie Spencer     | June Coyle         | Edmonton, Crestwood Curling Club            |                |
| 1969 | Simonne Flynn     | Eleanor Geddes      | Jean Myrol         | Fern Muirhead      | Medicine Hat, Medicine Hat Curling Club     | 4.             |
| 1970 | Betty Cole        | Doris Olsen         | Betty Jamison      | Bonnie Cessford    | Edmonton, Thistle Curling Club              | 10.            |
| 1971 | Kay Baldwin       | Joyce Bucholz       | Shirley Mitchell   | Gladys Tanish      | Edmonton, Granite Curling Club              |                |
| 1972 | Polly Beaton      | Doreen DesHarnais   | Jan Bingert        | Terry Kope         | Medicine Hat, Medicine Hat Curling Club     |                |
| 1973 | Betty Cole        | Shirley Fisk        | Bonnie Cessford    | Sharon Grey        | Edmonton, Thistle Curling Club              | 4.             |
| 1974 | Marilyn Johnston  | Elaine Souness      | Irene Fielder      | Marie Schultheiss  | St. Albert, St. Albert Curling Club         | 6.             |
| 1975 | Sharon Grigg      | Betty Booth         | Gail Frandsen      | Karen Love         | Medicine Hat, Medicine Hat Curling Club     |                |
| 1976 | Gale Lee          | Jackie Spencer      | Anne McGarvey      | Liz Gemmell        | Edmonton, Derrick Curling Club              |                |
| 1977 | Myrna McQuarrie   | Rita Tarnova        | Barbara Davis      | Jane Rempel        | Lethbridge, Lethbridge Curling Club         |                |
| 1978 | Betty Cole        | Liz Gemmell         | Anne McGarvey      | Shirley Fisk       | Edmonton, Thistle Curling Club              |                |
| 1979 | Myrna McQuarrie   | Barbara Davis       | Gayle Pilling      | Diane Summach      | Lethbridge, Lethbridge Curling Club         | 7.             |
| 1980 | Barbara Davis     | Gayle Pilling       | Jane Rempel        | Lyn Harker         | Lethbridge, Lethbridge Curling Club         | 5.             |
| 1981 | Susan Seitz       | Judy Erickson       | Myrna McKay        | Betty McCracken    | Calgary, Calgary Curling Club               |                |
| 1982 | Catherine Shaw    | Karen Jones         | Sandra Rippel      | Donna Martineau    | Edmonton, Crestwood Curling Club            | 5.             |
| 1983 | Catherine Shaw    | Christine Jurgenson | Sandra Rippel      | Penny Ryan         | Edmonton, Crestwood Curling Club            |                |
| 1984 | Connie Bennet     | Mavis Roland        | Judy Carr          | Betty Clarke       | Calgary, North Hill Curling Club            | 7.             |
| 1985 | Susan Seitz       | Judy Lukowich       | Judy Erickson      | Betty McCracken    | Calgary, North Hill Curling Club            | 4.             |
| 1986 | Lil Werenka       | Mabel Thompson      | Karen Currey       | Jean Slemko        | Beaumont, Beaumont Curling Club             | 9.             |
| 1987 | Karen Gould       | Marcy Balderston    | Tina Listhaeghe    | Jarron Savill      | Grande Prairie, Grande Prairie Curling Club | 5.             |
| 1988 | Lil Werenka       | Simone Handfield    | Beverley Karasek   | Kathy Bacon        | Beaumont, Beaumont Curling Club             | 9.             |
| 1989 | Deborah Shermack  | Penny Ryan          | Diane Alexander    | Twyla Pruden       | Edmonton, Shamrock Curling Club             | 8.             |
| 1990 | Deborah Shermack  | Jackie-Rae Greening | Diane Alexander    | Leanne Usher       | Edmonton, Shamrock Curling Club             | 4.             |
| 1991 | Deborah Shermack  | Jackie-Rae Greening | Diane Alexander    | Leanne Usher       | Edmonton, Avonair Curling Club              | 5.             |
| 1992 | Cheryl Bernard    | Allison Earl        | Barbara Davies     | Beverlee Kellerman | Calgary, Glencoe Curling Club               | 9.             |
| 1993 | Shannon Kleibrink | Sandra Jenkins      | Sally Shigehiro    | Joanne Wright      | Airdrie, Airdrie Curling Club               | 7.             |
| 1994 | Gloria Palinkas   | Crystal McLeod      | Charlene Robinson  | Candy Taylor       | Grande Prairie, Grande Prairie Curling Club | 12.            |
| 1995 | Cathy Borst       | Maureen Brown       | Deanne Shields     | Kate Horne         | Edmonton, Ottewell Curling Club             |                |
| 1996 | Cheryl Kullman    | Karen Ruos          | Barb Sherrington   | Judy Pendergast    | Calgary, Calgary Winter Club                |                |
| 1997 | Cathy Borst       | Heather Godberson   | Brenda Bohmer      | Kate Horne         | Edmonton, Ottewell Curling Club             | 4.             |
| 1998 | Cathy Borst       | Heather Godberson   | Brenda Bohmer      | Kate Horne         | Edmonton, Ottewell Curling Club             |                |
| 1999 | Renee Handfield   | Marcy Balderston    | Tina McDonald      | Karen McNamee      | Sexsmith, Sexsmith Curling Club             | 9.             |
| 2000 | Heather Godberson | Carmen Barrack      | Kristie Moore      | Rona McGregor      | Edmonton, Ottewell Curling Club             | 7.             |
| 2001 | Renee Sonnenberg  | Marcy Balderston    | Tina McDonald      | Karen McNamee      | Sexsmith, Sexsmith Curling Club             | 10.            |
| 2002 | Cathy King        | Lawnie MacDonald    | Brenda Bohmer      | Kate Horne         | Edmonton, Ottewell Curling Club             | 5.             |
| 2003 | Deb Santos        | Jackie-Rae Greening | Brenda Bohmer      | Kate Horne         | Edmonton, Avonair Curling Club              | 6.             |
| 2004 | Shannon Kleibrink | Amy Nixon           | Glenys Bakker      | Stephanie Marchand | Calgary, Calgary Winter Club                | 6.             |
| 2005 | Cathy King        | Lori Armitstead     | Raylene Rocque     | Tracy Bush         | Edmonton, Saville Sports Centre             | 7.             |
| 2006 | Cathy King        | Lori Amitstead      | Raylene Rocque     | Tracy Bush         | Edmonton, Saville Sports Centre             | 6.             |
| 2007 | Cheryl Bernard    | Susan O’Connor      | Carolyn Darbyshire | Cori Bartel        | Calgary, Calgary Winter Club                | 5.             |
| 2008 | Shannon Kleibrink | Amy Nixon           | Bronwen Saunders   | Chelsey Bell       | Calgary, Calgary Winter Club                |                |
| 2009 | Cheryl Bernard    | Susan O’Connor      | Carolyn Darbyshire | Cori Bartel        | Calgary, Calgary Winter Club                | 7.             |
| 2010 | Valerie Sweeting  | Megan Einarson      | Whitney More       | Lindsay Makichuk   | Edmonton, Saville Sports Centre             | 10.            |
| 2011 | Shannon Kleibrink | Amy Nixon           | Bronwen Webster    | Chelsey Bell       | Calgary, Calgary Winter Club                | 7.             |
| 2012 | Heather Nedohin   | Beth Iskiw          | Jessica Mair       | Laine Peters       | Edmonton, Saville Sports Centre             |                |
| 2013 | Kristie Moore     | Blaine Richards     | Michelle Trarback  | Amber Cheveldave   | Grande Prairie, Grande Prairie Curling Club | 12.            |
| 2014 | Valerie Sweeting  | Dana Ferguson       | Joanne Courtney    | Rachelle Pidherny  | Edmonton, Saville Sports Centre             |                |
| 2015 | Valerie Sweeting  | Lori Olson-Johns    | Dana Ferguson      | Rachelle Brown     | Edmonton, Saville Sports Centre             |                |
| 2016 | Chelsea Carey     | Amy Nixon           | Jocelyn Peterman   | Laine Peters       | Calgary, The Glencoe Club                   |                |
| 2017 | Shannon Kleibrink | Lisa Eyamie         | Sarah Wilkes       | Alison Thiessen    | Okotoks, Okotoks Curling Club               | 6.             |
| 2018 | Casey Scheidegger | Cary-Anne McTaggart | Jessie Scheidegger | Kristie Moore      | Grande Prairie, Grande Prairie CC           | 5.             |

## Reprezentacja Alberty na Tournament of Hearts i mistrzostwach świata
Łącznie zespoły z Alberty wygrywały Tournament of Hearts 7 razy, 11-krotnie docierały do finałów i go przegrywały. 4 razy Alberta zdobyła brązowe medale. Alberta tylko raz wygrała mistrzostwa kraju po wprowadzeniu Team Canada w 1998 i rok później jako Canada zespół Cathy Borst zdobył srebrny medal. W 1994 zespół Glorii Palinkas z jedną wygraną i dziesięcioma porażkami zajął ostatnie, 12. miejsce.
Na rozgrywanych od 1979 mistrzostwach świata zawodniczki z Alberty wystąpiły czterokrotnie: w 1981, 1998, 2012 i 2016. Zdobyły odpowiednio srebrny i dwa brązowe medale. W 2016 Kanadyjki zajęły 4. miejsce.